# Гютенбах
Гютенбах (нім. Gütenbach) — громада в Німеччині, знаходиться в землі Баден-Вюртемберг. Підпорядковується адміністративному округу Фрайбург. Входить до складу району Шварцвальд-Бар.
Площа — 18,49 км2. Населення становить 1143 ос. (станом на 31 грудня 2020).